# Capela de Belém Velho
A Capela de Belém Velho é um edifício histórico da cidade brasileira de Porto Alegre, situado no bairro de Belém Velho.
Sua origem está ligada a uma capelinha privada dedicada a Nossa Senhora de Belém, pertencente a Francisca Maria de Jesus, esposa de Manoel Rodrigues Rangel, filho de Dionísio Rodrigues Mendes, um dos primeiros povoadores da região, atestado com uma sesmaria e fazenda desde antes de 1785. Com a morte de Francisca, a comunidade local se reuniu para comprar o terreno e dar continuidade à devoção. Em 1824 foi criado o curato sob a mesma invocação, e com isso a antiga capelinha deu lugar a um edifício mais amplo, mas ele foi substituído por outro poucos anos depois, inaugurado no dia 2 de fevereiro de 1830. Em 6 de maio de 1846 o curato foi elevado a freguesia.
Em 1872 a capela ruiu, sobrevivendo apenas a capela-mor. A partir deste remanescente, em 1890 o templo foi reedificado na forma em que hoje se encontra, com uma planta retangular e uma fachada sóbria sem qualquer adorno, ladeada por pilastras estreitas coroadas de pináculos, com um frontispício triangular perfurado por um óculo central, tendo uma cruz no topo. Destaca-se do plano da fachada o pórtico projetado da entrada, com um arco redondo e colunetas laterais. No fundo do prédio há uma sacristia. Um campanário anexo, que imita as formas gerais da capela, completa o conjunto, cujos estilo trai a herança açoriana na colonização de Porto Alegre.
Da edificação de 1830 ainda existem grades de madeira em talha com aplicação de flores e uma pia de água benta. Posteriores, mas de valor histórico, são uma pomba do Espírito Santo em prata cinzelada, instalada sobre um pedestal de madeira trabalhada, uma imagem de Cristo e outra de Santa Luzia. A capela faz parte marcante da história da comunidade local, cujos planos de ocupação territorial antecedem os da própria cidade, fundada originalmente a cerca de 12 quilômetros a noroeste. Em seu redor cresceu toda uma vila, hoje um bairro populoso incorporado ao tecido urbano da metrópole, embora preserve características semi-rurais. Foi inventariada pelo poder público municipal em 1977 como um bem de "valor histórico e cultural e de expressiva tradição para a cidade de Porto Alegre", sendo tombada em 1992 junto com a praça defronte.